# Koningshuis
Een koningshuis is een familie waarbinnen het koningschap wordt overgeërfd.

## Huidige regerende koningshuizen
- Belgisch koningshuis – huis Saksen-Coburg-Gotha
- Nederlands koningshuis – huis Oranje-Nassau
- Bhutaans koningshuis
- Brits koningshuis – huis Windsor
- Deens koningshuis – huis Sleeswijk-Holstein-Sonderburg-Glücksburg (Slesvig-Holsten-Sønderborg-Lyksborg)
- Hashemitisch koningshuis
- Huis van Alaoui (Marokko)
- Monegaskisch vorstenhuis – huis Grimaldi
- Noors koningshuis – huis Sleeswijk-Holstein-Sonderburg-Glücksburg
- Saoedi-Arabisch koningshuis – huis van Saoed
- Spaans koningshuis – huis Bourbon
- Thais koningshuis
- Tongaans koningshuis
- Zweeds koningshuis – huis Bernadotte